# العلاقات الزامبية الموريشيوسية
العلاقات الزامبية الموريشيوسية هي العلاقات الثنائية التي تجمع بين زامبيا وموريشيوس.

## مقارنة بين البلدين
هذه مقارنة عامة ومرجعية للدولتين:
| وجه المقارنة                                              | زامبيا                         | موريشيوس                 |
| --------------------------------------------------------- | ------------------------------ | ------------------------ |
| المساحة (كم2)                                             | 752.62 ألف                     | 2.04 ألف                 |
| عدد السكان (نسمة)                                         | 17.09 مليون                    | 1.26 مليون               |
| الكثافة السكانية (ن./كم²)                                 | 22.71                          | 617.65                   |
| العاصمة                                                   | لوساكا                         | بورت لويس                |
| اللغة الرسمية                                             | لغة إنجليزية                   | لغة إنجليزية، لغة فرنسية |
| العملة                                                    | كواشا زامبي، كواشا زامبي قديم ‏ | روبي موريشي              |
| الناتج المحلي الإجمالي (بليون دولار)                      | 25.81 مليار                    | 13.34 مليار              |
| الناتج المحلي الإجمالي (تعادل القوة الشرائية) بليون دولار | 62.18 مليار                    | 25.36 مليار              |
| الناتج المحلي الإجمالي الاسمي للفرد دولار أمريكي          | 1.30 ألف                       | 9.25 ألف                 |
| الناتج المحلي الإجمالي للفرد دولار أمريكي                 | 3.90 ألف                       | 18.59 ألف                |
| مؤشر التنمية البشرية                                      | 0.586                          | 0.777                    |
| رمز المكالمات الدولي                                      | +260                           | +230                     |
| رمز الإنترنت                                              | .zm                            | .mu                      |
| المنطقة الزمنية                                           | ت ع م+02:00                    | ت ع م+04:00              |

## منظمات دولية مشتركة
يشترك البلدان في عضوية مجموعة من المنظمات الدولية، منها:
| علم المنظمة | اسم المنظمة                                 | تاريخ انضمام زامبيا | تاريخ انضمام موريشيوس |
| ----------- | ------------------------------------------- | ------------------- | --------------------- |
|             | الاتحاد البريدي العالمي                     | ?                   | ?                     |
|             | يونسكو                                      | 9 نوفمبر 1964       | 25 أكتوبر 1968        |
|             | البنك الدولي للإنشاء والتعمير               | 23 سبتمبر 1965      | 23 سبتمبر 1968        |
|             | البنك الإفريقي للتنمية                      | ?                   | ?                     |
|             | منظمة الشرطة الجنائية الدولية               | ?                   | ?                     |
|             | الأمم المتحدة                               | 1 ديسمبر 1964       | 24 أبريل 1968         |
|             | الاتحاد الأفريقي                            | ?                   | ?                     |
|             | مجموعة دول أفريقيا والكاريبي والمحيط الهادئ | ?                   | ?                     |
|             | مؤسسة التنمية الدولية                       | 23 سبتمبر 1965      | 23 سبتمبر 1968        |
|             | منظمة التجارة العالمية                      | ?                   | ?                     |
|             | وكالة ضمان الاستثمار متعدد الأطراف          | 6 يونيو 1988        | 28 ديسمبر 1990        |
|             | دول الكومنولث                               | ?                   | ?                     |
|             | مجموعة التنمية لأفريقيا الجنوبية            | ?                   | ?                     |
|             | الاتحاد الدولي للاتصالات                    | 23 أغسطس 1965       | 30 أغسطس 1969         |
|             | مؤسسة التمويل الدولية                       | 23 سبتمبر 1965      | 23 سبتمبر 1968        |
|             | منظمة حظر الأسلحة الكيميائية                | ?                   | ?                     |
|             | المركز الدولي لتسوية المنازعات الاستشارية   | 17 يوليو 1970       | 2 يوليو 1969          |